# Jerzy Filipski
Jerzy Filipski (ur. 30 października 1919 w Łodzi, zm. 12 czerwca 1960 w Warszawie) – polski ekonomista, urzędnik, działacz turystyczny Polskiego Towarzystwa Turystyczno-Krajoznawczego (PTTK).

## Praca zawodowa
Z wykształcenia ekonomista z dyplomem magistra, pracował w Biurze Projektów Przemysłu Papierniczego w Łodzi.

## Pozazawodowa działalność społeczna
Od 1951 należał do PTTK. W 1954 zorganizował zakładowe koło PTTK w swoim Biurze (obecne Koło PTTK nr 1 Łódzkiego Oddziału) i w latach 1954–1960 był prezesem tego koła. Dla członków PTTK i sympatyków – pracowników Biura oraz ich rodzin organizował często wycieczki po Ziemi Łódzkiej oraz po kraju i jako jeden z pierwszych działaczy włączał elementy turystyki kwalifikowanej do programów wycieczek autokarowych.
W 1957 zdobył uprawnienia Przodownika Turystyki Górskiej oraz Przodownika Turystyki Pieszej. Przez kilka lat był działaczem obsługującym coroczne popularne rajdy turystyki górskiej „Łysogóry Wiosna”. Od 1958 był członkiem Zarządu Oddziału PTTK w Łodzi.
Zmarł nagle 12 czerwca 1960 podczas delegacji służbowej w Warszawie, pochowany na Starym Cmentarzu przy ul. Ogrodowej w Łodzi.

## Odznaczony
- Honorowa Odznaka Miasta Łodzi,
- Srebrna Honorowa Odznaka PTTK.